# Das Traumschiff: Florida
Das Traumschiff: Florida (Alternativtitel: Das Traumschiff: Disney World) ist ein deutscher Fernsehfilm unter der Regie von Hans-Jürgen Tögel, der am 1. Januar 1991 im ZDF seine Erstausstrahlung hatte. Es ist die 18. Folge der Fernsehreihe Das Traumschiff mit Heinz Weiss in der Rolle des Kapitäns Heinz Hansen.

## Handlung
Für Traumschiff-Kapitän Heinz Hansen, seine Crew und die Bordpassagiere geht es diesmal nach Florida zur Disney World. Im Mittelpunkt der Handlung stehen der Pianist Hendrik Vandervoort und dessen Sohn Kai, der sterbenskrank ist, die als Vater-Sohn-Gespann gemeinsam noch einmal verreisen wollen. Während ihrer Fahrt nach Florida lernt Kai Marta Merkatz, eine ältere Dame, die von ihrer Familie davongelaufen ist, um ihren alltäglichen Pflichten zu entkommen, kennen. Am Bord befindet sich mit Madame Sarat Sakarian auch eine Hellseherin. Sie versucht Kai Mut zu machen und entlarvt auch eine Lüge bei dem frisch verlobten Paar Julia Kirst und Dr. Max Bomberg.

## Hintergrund
Das Traumschiff: Florida wurde 1990 unter dem Arbeitstitel Disney World in Florida gedreht. Produziert wurde der Film von der Polyphon Film- und Fernsehgesellschaft.